# 劉遜 (宣德進士)
劉遜（？年—？年），南直隸鳳陽府盱眙縣（今屬江蘇省淮安市）人，明朝政治人物。
宣德二年（1427年）丁未科第三甲第四十四名同進士出身，官至户部员外郎。